# Epigenes (cratère)
Pour les articles homonymes, voir Épigène.
Epigenes est un cratère lunaire situé au nord de la face visible de la Lune. Il se trouve juste au nord-ouest de la paroi lisse du cratère W. Bond (en), au nord du cratère Goldschmidt et du cratère Birmingham qui se trouve juste au sud-ouest.  Les parties nord et nord-ouest du rebord sont bien formés avec peu d'apparence d'usure, tandis que le reste du bord est érodé, en particulier dans la moitié est-sud-est. La moitié occidentale du sol intérieur est lisse et presque sans relief, tandis que le reste est un peu bosselée et apparaît couverte par des éjectas de l'Est. Le petit cratère Epigenes B empiète sur le bord nord-est. 
En 1935, l'Union astronomique internationale a donné le nom de l'astronome grec de l'Antiquité Épigène de Byzance, à ce cratère lunaire.
Par convention, les cratères satellites sont identifiés sur les cartes lunaires en plaçant la lettre sur le côté du point central du cratère qui est le plus proche de Epigenes.
| Epigenes | Latitude | Longitude | Diamètre |
| -------- | -------- | --------- | -------- |
| A        | 66.9° N  | 0.3° W    | 18 km    |
| B        | 68.3° N  | 3.1° W    | 11 km    |
| D        | 68.3° N  | 0.3° E    | 10 km    |
| F        | 67.1° N  | 8.1° W    | 5 km     |
| G        | 68.9° N  | 7.0° W    | 5 km     |
| H        | 69.4° N  | 6.4° W    | 7 km     |
| P        | 65.4° N  | 5.4° W    | 33 km    |